# Publio Valerio Catone
Publio Valerio Catone (in latino Publius Valerius Cato; Gallia Cisalpina, 100 a.C. circa – ...) è stato un poeta e grammatico romano.

## Biografia
Catone era nativo della Gallia Cisalpina e perse i propri possedimenti durante le requisizioni di Silla. Questa povertà lo accompagnò durante tutta la vita, specie in vecchiaia, anche se sembra che, almeno nella maturità, avesse posseduto una dimora a Tuscolo, che fu obbligato, in seguito, a vendere per pagare i creditori. Visse a Roma, comunque, dove esercitò fino a tarda età l'attività di maestro di poesia e grammatico.

## Opere
Valerio Catone è considerato il fondatore della poetica neoterica ed il primo vero critico letterario del mondo latino: fu spesso equiparato a Zenodoto di Efeso e Cratete di Pergamo e temutissimo filologo.
Lavorò sui testi degli arcaici, forse su Lucilio e compose in proprio opere poetiche (epilli): Lydia, un poema d'amore, probabilmente lo pseudonimo dell'amata; Dictynna (o Diana) che narra la storia della giovane Brytomartis salvata dall'inseguimento amoroso di un cacciatore divenendo una divinità cretese affine a Diana. Al genere delle Dirae apparteneva, probabilmente, una Indignatio, in cui si difendeva dalle accuse raccontando i suoi casi